# Spoorboog Coevorden
De Spoorboog Coevorden is de op woensdag 3 mei 2017  geopende spoorlijn in Drenthe als directe verbinding tussen de spoorlijn Zwolle - Emmen en de spoorlijn Gronau - Coevorden.

## Aanleg

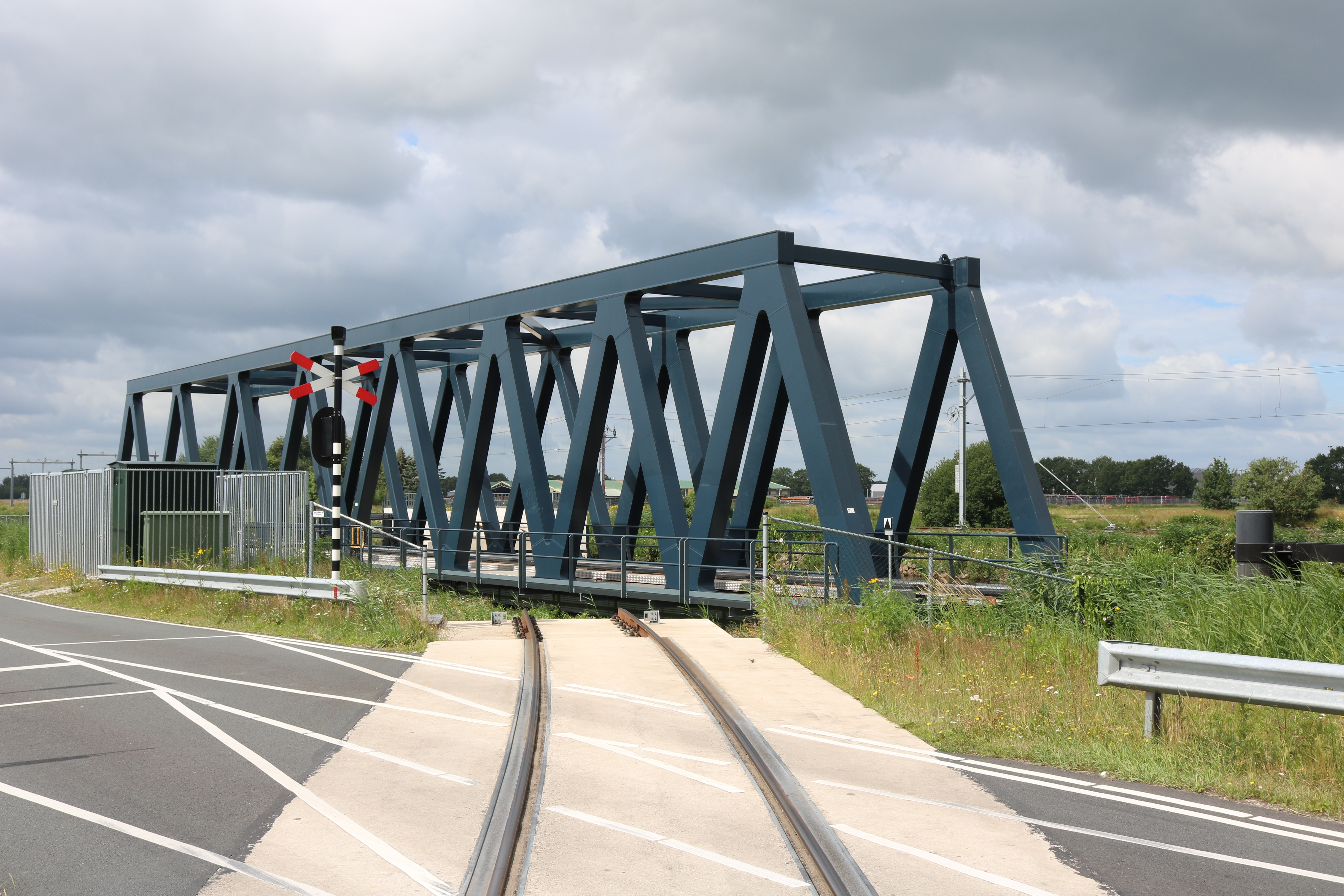
De nieuwe draaibrug over Coevorden-Vechtkanaal

De bouw van de verbindingsboog is eind 2015 gestart. Door de spoorboog wordt de Euroterminal rechtstreeks op de spoorlijn richting Zwolle aangesloten om het goederenvervoer naar Zuidoost Drenthe te stimuleren en het kopmaken van goederentreinen op station Coevorden te laten vervallen. Bijkomend voordeel is dat er langere treinen kunnen gaan rijden.
De spoorboog bestaat uit drie delen, een wachtspoor op de dijk tussen het afwateringskanaal en het Coevorden-Vechtkanaal, de spoorbrug en het verbindingsspoor tussen de spoorbrug en de Euroterminal.

## Weinig gebruikt
In april 2024 schreef RTV Drenthe dat er in het hele jaar 2023 slechts 9 treinen over de brug over het kanaal zijn gereden, terwijl er in 2022 nog 262 treinen over de brug in de spoorboog bij Coevorden reden.  Als oorzaak noemde RTV Drenthe de gestegen elektriciteitskosten en de hoge gebruiksvergoeding voor het spoor die Prorail in rekening brengt, waardoor transporteurs opnieuw kiezen voor vervoer per vrachtwagen  en schip. Na 20 jaar kwam daardoor een einde aan een regelmatig rijdende trein die containers vervoerde tussen Rotterdam en Coevorden. Zolang de containertrein van Coevorden naar Rotterdam niet rijdt, lijken de 21 miljoen euro die de brug en de spoorboog gekost hebben, verspild geld te zijn geweest.

## Personentrein naar Bad Bentheim
Prorail studeerde samen met de provincie Drenthe op een treinverbinding voor personentreinen van Coevorden naar Bad Bentheim in Duitsland,  maar daarvoor is de spoorboog voor goederentreinen niet nodig. De Bentheimer Eisenbahn zal de goederenspoorlijn naar Emlichheim en Neuenhaus moeten ombouwen om die geschikt te maken voor personentreinen. In Coevorden moet een perron worden bijgebouwd, zodat er kan worden overgestapt op de treinen van Zwolle naar Emmen. Op 23 mei 2025 werd er met een groen sein en een gezelschap van lokale bestuurders een klein feestje gevierd, nadat de plannen voor personenvervoer waren goedgekeurd, zodat de aanbesteding kan beginnen.  De provincie Drenthe rekent op een opening voor personenvervoer in december 2026, nadat de eerste plannen in 2018 waren gemaakt.  Duits spoor, wat 2km over Nederlands grondgebied loopt, met een Duits treinbeveiligingssysteem, dat levert wat complicaties op, waarvoor een wetswijziging nodig is.

## Externe weblinks
- De spoorbrug in Coevorden OV-Nieuws-Info/Treinen in Nederland, video gepubliceerd op 15 oktober 2019, geraadpleegd op 30 juni 2025

- http://www.spoorboogcoevorden.nl (offline)

- 'We moesten de voorgevel van de fabriek slopen om de brug eruit te krijgen' RTV Drenthe,  gepubliceerd op 1 februari 2017, geraadpleegd op 30 juni 2025

- Euroterminal Coevorden: grenzeloos ambitieus Gepubliceerd op 30 september 2021, geraadpleegd op 30 juni 2025